# Падубинге
Падубинге (лит. Padubingė) — село в восточной части Литвы, входит в состав Пабрадского староства Швянчёнского района. По данным переписи 2011 года, население Падубинге составляло 29 человек.

## География
Село расположено в восточной части страны и в юго-западной части района, на реке Дубинга. Расстояние до города Швенчёнис составляет 46 км, до города Пабраде — 9 км. Ближайший населённый пункт — село Палаумянис.

## История
В 1954—1963 годах село было центром Падубингской апилинки. В советские годы в Падубинге действовал фельдшерско-акушерский пункт; село являлось центральным населённым пунктом подсобного хозяйства Неменчинского леспромхоза.

## Население
| 1905                           | 1931 | 1959 | 1970 | 1979 | 1986 |
| ------------------------------ | ---- | ---- | ---- | ---- | ---- |
| 236                            | 225  | 162  | 141  | 105  | 92   |
| 1989                           | 2001 | 2011 | 2021 | -    | -    |
| 81                             | 54   | 31   | 29   | -    | -    |
| Гистограмма динамики населения |      |      |      |      |      |